# Angiveri

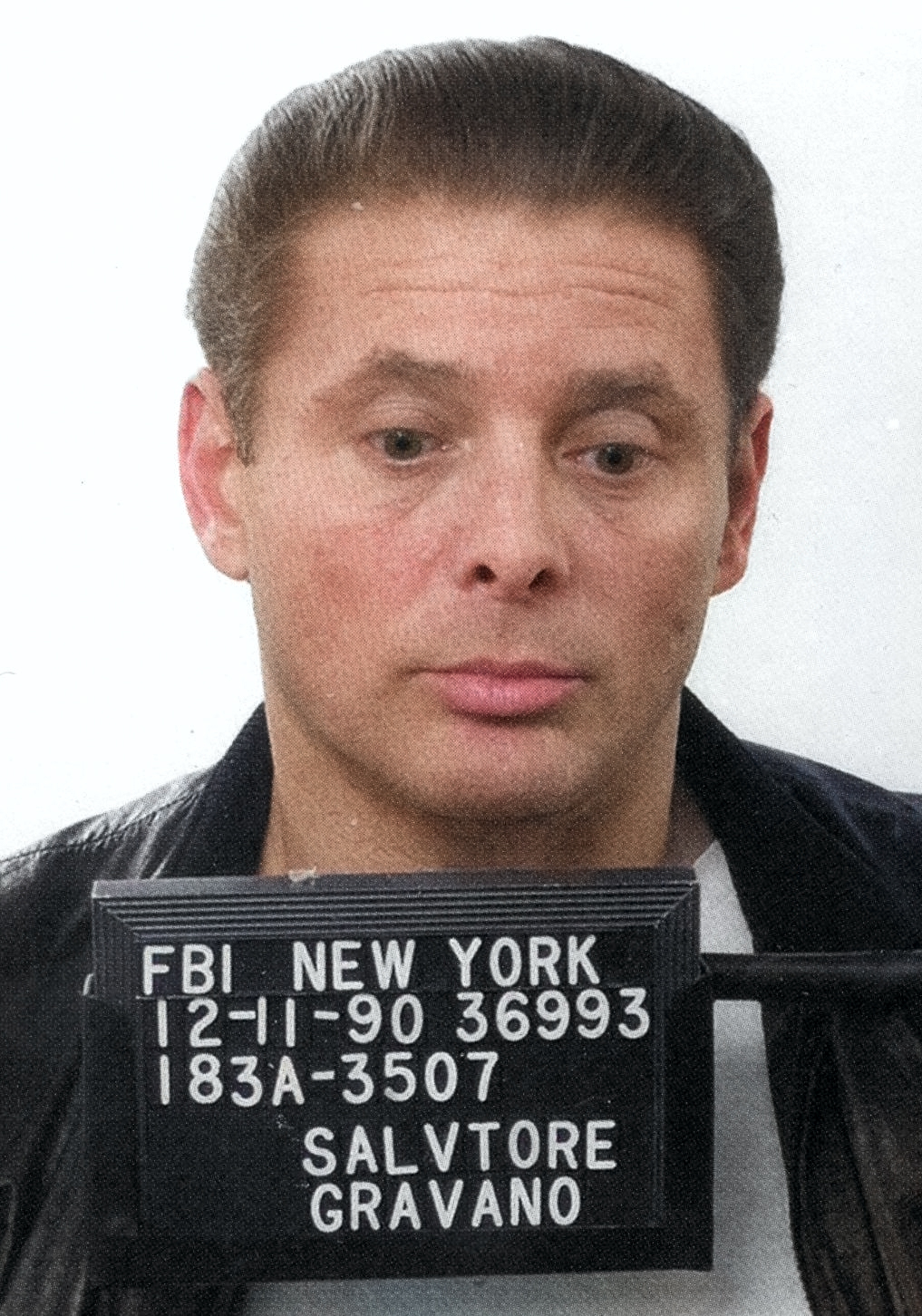
Salvatore "Sammy" Gravano, som lämnade vittnesuppgifter till FBI som gjorde att man kunde fälla maffiabossen John Gotti.

Angiveri är när en civilperson informerar rättsväsendet om verkliga eller påstådda brott.

## Olika varianter
Det finns många olika motiv för att ange någon. Angiveri kan ske efter påtryckningar från polis, åklagare eller andra rättsinstanser, som hot om tortyr eller löfte om att slippa straff (se kronvittne). Angivaren kan också själv bedriva utpressning mot den som anges.
En informatör är i detta sammanhang en person som samarbetar varaktigt med rättsväsendet och får ersättning för detta, men i andra sammanhang en pressansvarig eller annan kommunikatör. En informatör kan vara infiltratör eller insider och till det yttre delta i organiserad brottslighet.
En prisjägare är en person som får enskild belöning för särskilda angiverier eller infånganden.
Att skvallra eller tjalla om något behöver i vardagligt tal inte avse något som i juridisk mening är kriminellt. T.ex. en liten hämnd bland oense barn att skvallra för föräldrarna.

## Juridiskt
Lagar skiljer sig åt mellan olika länder för vilka former av angiveri, och vilka metoder för att uppmuntra angiveri, som är lagliga. Polisstater har i allmänhet haft omfattande system av angivare bland sina medborgare medan rättsstater har mer begränsade möjligheter för angiveri.